# Paul-Schneider-Straße 11 (Weimar)

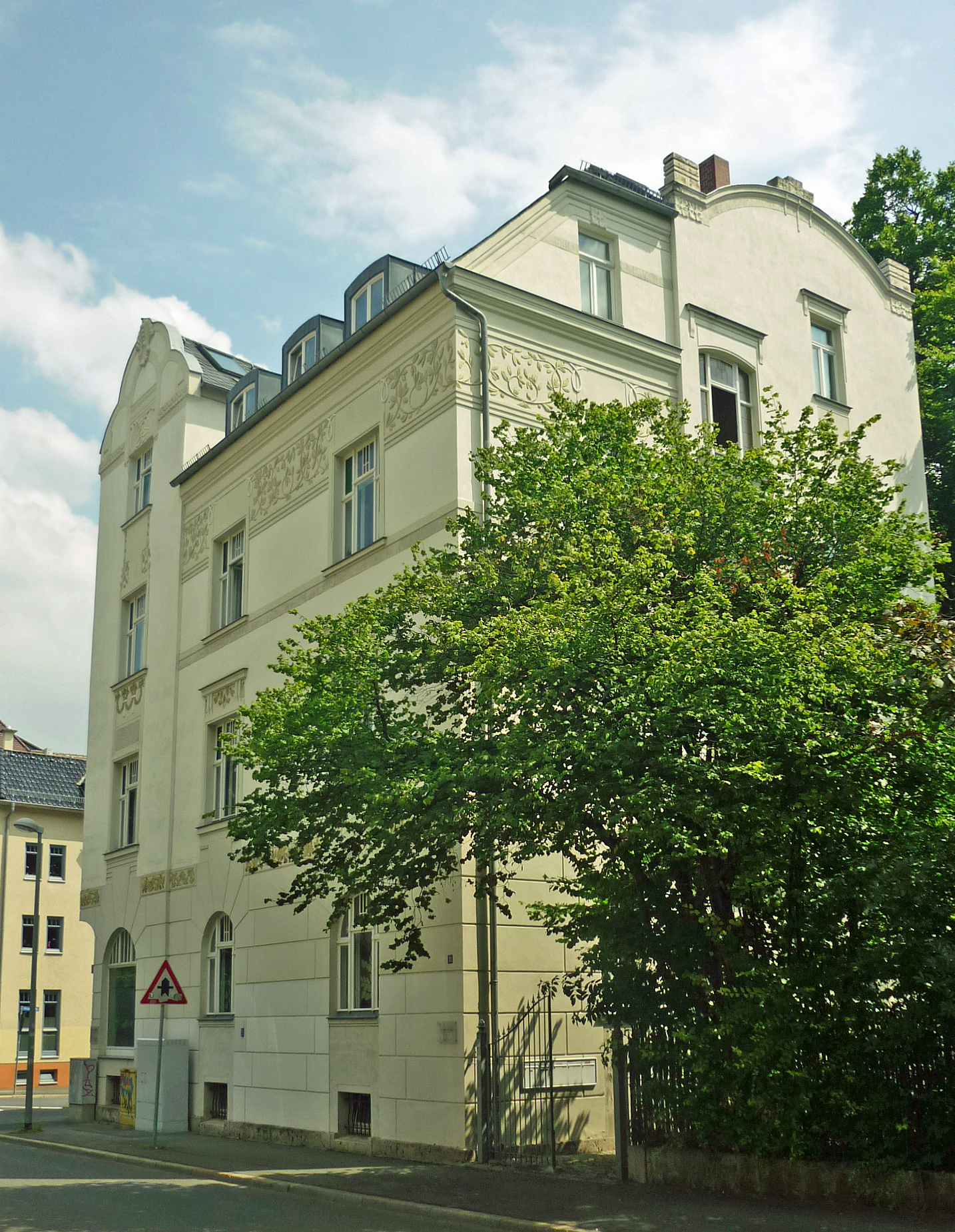
Paul-Schneider-Straße 11

Das Wohnhaus Paul-Schneider-Straße 11 befindet sich in der Westvorstadt von Weimar an der Kreuzung der Paul-Schneider-Straße zur Mozartstraße. Zur Erbauungszeit hieß die Straße Lottenstraße bzw. Kaiserin-Augusta-Straße.

## Geschichte
Das denkmalgeschützte Wohnhaus aus dem Jahre 1905/06 entstand nach einem Entwurf des Weimarer Architekten Max Stark. Es ist dem Jugendstil zuzurechnen. Bauherr war der Bauunternehmer und Maurermeister Karl Köditz. Köditz trat selbst nicht nachweisbar als jemand in Erscheinung, der eigene Entwürfe zu Bauten fertigte. Allerdings gibt es einen von Rudolf Zapfe entworfenes Gebäude, wo er wiederum Bauherr war. Der Bau wurde als Mietshaus mit Ladengeschäft konzipiert. Der Bau ist vollständig unterkellert. Der dreigeschossige Eckbau besitzt in den Obergeschossen einen polygonalen Grundriss. An den Straßenfronten treten zudem Risalite in Erscheinung. Das Untergeschoss ist aus Backstein gemauert, während die darüberliegenden Stockwerke aus verputztem Fachwerk bestehen. Die Risalite fallen durch ihre Zwerchgiebel auf, die besonders reich mit Ornamenten verziert sind. In der Paul-Schneider-Straße 11 war der Dichter und Schriftsteller Wulf Kirsten wohnhaft.
Auch das Nachbarhaus Paul-Schneider-Straße 10 aus dem Jahre 1903/04 entstand nach einem Entwurf von Max Stark.